# マイアミガーデンズ
マイアミガーデンズ（英: Miami Gardens）は、アメリカ合衆国フロリダ州南部マイアミ・デイド郡の都市。人口は11万1640人（2020年）。マイアミ北方に位置しており、マイアミ都市圏に含まれる。市名はこの地域を通る主要道路、マイアミガーデンズ・ドライブに由来する。2003年に法人化した若い市である。アフリカ系アメリカ人が人口の大半を占める。

## 歴史
現在のマイアミガーデンズとなっている地域には1970年代にマイアミ市内のリバティシティやオーバータウンから、中流階級の多くのアフリカン・アメリカン家庭が移転し始めた。
1991年にビスケーン湾沖のキービスケーンが法人化されて以来、マイアミ・デイド郡内の国勢調査指定地域（CDP）の幾つかで法人化の動きが活発化した。これはマイアミ・デイド郡政府の行政サービスが貧弱であると考えられたことが理由だった。2003年にブロワード郡に接するマイアミ・デイド郡のCDP、アンドーバー、バンチパーク、キャロルシティ、レイクルサーン、ノーウッド、オーパ＝ロッカ・ノースおよびスコットレイクの住民が投票でマイアミガーデンズ市として自治体化することを決めた。ただし、一部の地区はCDPのまま残った。
2007年、市長のシャーリー・ギブソンは、市内にはもはや低所得者向け住宅開発は認められないと発言した。これら住民が原因で市中に犯罪と娯楽用大麻が蔓延したと考えていると語った。しかし、結果的に市の税収入はマイアミ・デイド郡の中で低い方から3番目に下がった。

## 地理と気候
マイアミガーデンズは北緯25度56分31.64秒 西経80度16分11.71秒 / 北緯25.9421222度 西経80.2699194度に位置する。
アメリカ合衆国国勢調査局による報告では、市域全面積は20平方マイル (51.8 km²) で、すべて陸地である。

## 住民
2020年アメリカ合衆国国勢調査によれば、マイアミガーデンズの人口の約63パーセントはアフリカ系アメリカ人だった。
以下は2000年国勢調査による推計データである。
| 基礎データ - 人口: 100,809人 - 世帯数: 29,262世帯 - 家族数: 23,661家族 - 人口密度: 2,057.25人/km2（5,328.41人/mi2） - 住居数: 30,988軒 人種別人口構成 - 白人: 4% - アフリカン・アメリカン: 79.39% - ネイティブ・アメリカン: 0.30% - アジア人: 2.30% - 太平洋諸島系: 0.10% - その他の人種: 2.62% - 混血: 2.92% - ヒスパニック・ラテン系: 16.30% | 年齢別人口構成 - 5歳未満: 7.25% - 5-9歳: 8.8% - 10-14歳: 9.7% - 15-24歳: 16.9% - 25-34歳: 13.2% - 35-44歳: 14.3% - 45-54歳: 12.5% - 55-64歳: 8.7% - 65歳以上: 8.7% - 性比（総人口に占める比率） - 女性: 53% - 男性: 47% 世帯と家族（対世帯数） - 家族世帯: 95.6% - 非家族世帯: 4.4% - 平均構成人数 - 世帯: 3.39人 |

バンチパークとキャロルシティ地区では黒人、バハマ人、イギリス領西インド諸島人、コロンビア人、キューバ人、ドミニカ人、ハイチ人、ジャマイカ人、ニカラグア人など多様な出身国の住民の比率が高い。

## スポーツ

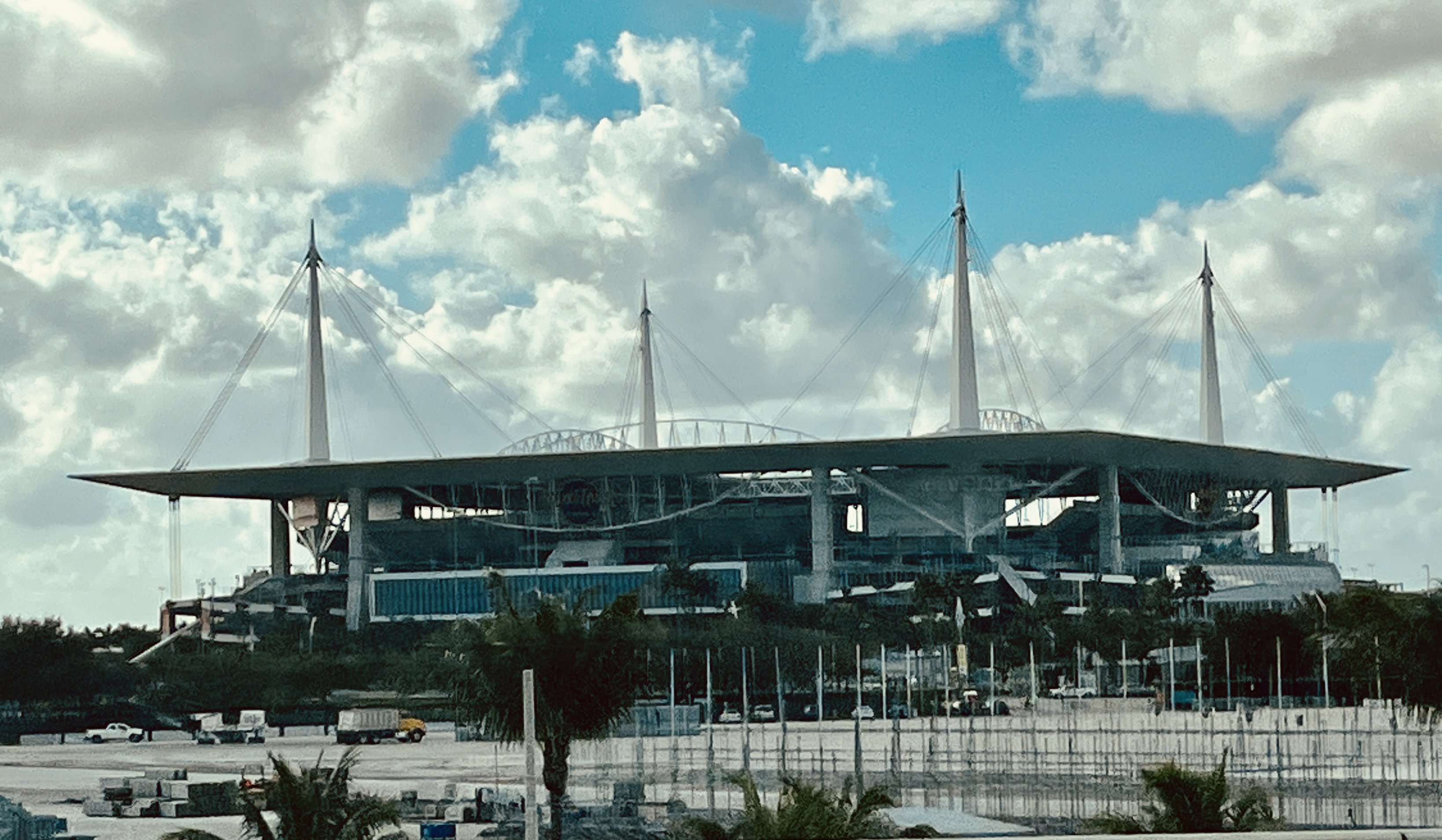
ハードロック・スタジアム

マイアミガーデンズ市はメジャースポーツのマイアミ・ドルフィンズ（アメリカンフットボール）が本拠地にしている。レイクルサーンCDPの一部になっている地域に所在するハードロック・スタジアムをホームにしている。ハードロック・スタジアムではカレッジフットボールのオレンジボウルが毎年開催されており、またマイアミ大学のアメリカンフットボールチームであるマイアミ・ハリケーンズが本拠地にしている。

## 市政府
マイアミガーデンズ市は7人の委員からなる市政委員会が治めている。委員には2003年以来市長を務めるシャーリー・ギブソンがおり、他の6人の委員のうち4人は市内の4つの選挙区から選出され、残り2人は全市を選挙区として選ばれている。シティマネジャー、市検察官および市事務官を市長が推薦し、市政委員会が雇用している。シティマネジャーは市の全職員の日々の管理や、市の年間予算1億1,600万ドルの管理に責任がある。シティマネジャーには3人の補佐官が付いてその任務を援けている。市職員の総数は530人である。2007年12月16日、市は独自の警察部を起こし、156人の警官と40人の文民スタッフを雇用した。それ以前はマイアミ・デイド郡と巡邏任務を契約していた。

## 教育

### 公共教育
マイアミガーデンズ市の公共教育はマイアミ・デイド郡公共教育部が管轄している。市内にはマイアミ・ノーランド高校とマイアミ・キャロルシティ高校がある。

### カレッジと大学
市内にはセントトマス大学とフロリダ・メモリアル大学がある。

### 公共図書館
マイアミ・デイド公共図書館システムがノースデイド地域図書館を運営している。この図書館は1979年9月に開館された。

## 宗教
アンティオック・ミッション・バプテスト教会オブ・キャロルシティは信徒数7,500人を超える巨大教会であり、市内で活動している。

## 周辺地域
- ミラマー北
- ブロワード郡：北東
- アイブスエステーツ、オージャス
ノースマイアミビーチ、マイアミデイド郡未編入領域：東
- マイアミデイド郡未編入領域：南東
- マイアミデイド郡未編入領域
ノースマイアミビーチ：南
- マイアミレイクス：南西
- カントリークラブ
マイアミレイクス：西
- ミラマー：北西